# The Devil's Mask
The Devil's Mask è un film del 1946 diretto da Henry Levin.
Secondo dei tre film, gli altri sono Le campane suonano all'alba e The Unknown tratti dalla serie radiofonica I Love Mistery.

## Trama
Da un aereo precipitato spuntano le teste di alcuni uomini decapitati; una di esse appartiene ad un esploratore e la sua morte viene attribuita dalle autorità all'infelice incontro dell'uomo con gli indigeni della jungla. La figlia però non è affatto convinta ed assolda un investigatore privato perché indaghi sulla matrigna ed un collega del padre che sembrano intrattenere rapporti men che leciti.